# Thumb Promontory
Die Thumb Promontory (englisch für Daumenvorgebirge) ist ein markanter Gebirgskamm im westantarktischen Marie-Byrd-Land. In der Ohio Range der Horlick Mountains erstreckt er sich von der Nordseite des Lackey Ridge.
Seinen deskriptiven Namen erhielt der Gebirgskamm zunächst inoffiziell durch eine Mannschaft, die zwischen 1979 und 1980 im Rahmen des New Zealand Antarctic Research Programme die Ohio Range erkundet hatte. Der formale Benennungsvorschlag erfolgte durch die neuseeländische Geologin und Paläontologin Margaret Ann Bradshaw, die im Rahmen desselben Forschungsprogramms zwischen 1983 und 1984 in diesem Gebiet tätig war.